# St. Matthäus (Chemnitz-Altendorf)

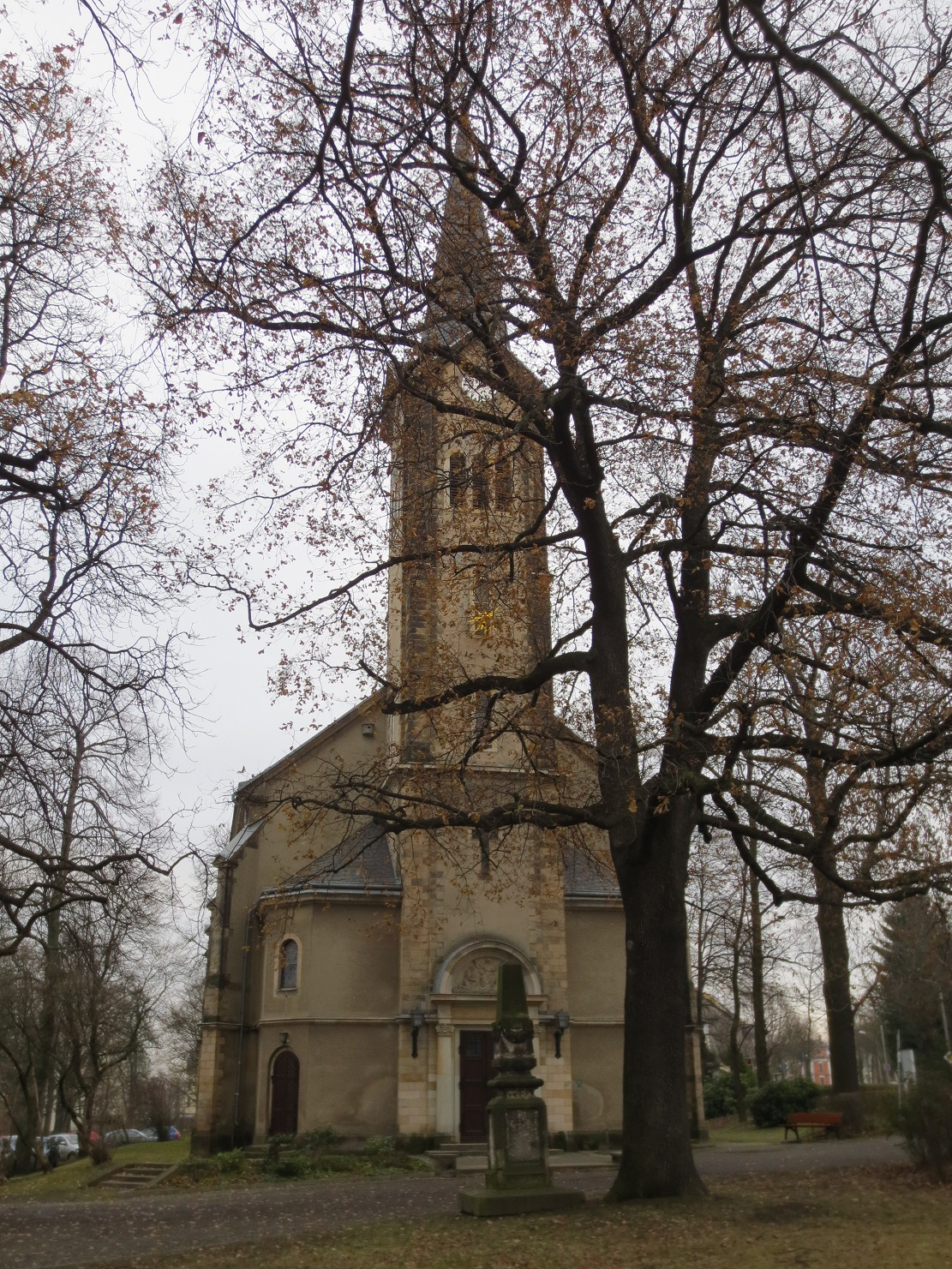
St.-Matthäus-Kirche

Die evangelisch-lutherische Pfarrkirche St. Matthäus im Stadtteil Altendorf der Stadt Chemnitz, Zinzendorfstraße 16, wurde 1885 nach Plänen des Architekten Christian Friedrich Arnold erbaut und steht unter Denkmalschutz. Auch der dazugehörige Matthäusfriedhof ist eine geschützte Sachgesamtheit mit seiner Friedhofskapelle und seinen Grabdenkmälern.

## Geschichte
In vorreformatorischer Zeit gehörte Altendorf in kirchlicher Hinsicht zum Bergkloster Chemnitz. In dieser Zeit soll auf dem Altendorfer Flur eine Kapelle oder Kirche bestanden haben, die vor dem Dreißigjährigen Krieg aufgegeben wurde. Mindestens seit Einführung der Reformation in Chemnitz 1539 gehörte Altendorf mit seiner Filialkirche zusammen mit einigen anderen Dörfern zur Gemeinde der Nikolaikirche an der Stollberger Straße; sie lag aber jahrhundertelang außerhalb des Stadtgebiets von Chemnitz. Die im 17. Jahrhundert neu gebaute Kirche war im 19. Jahrhundert viel zu klein und dazu baufällig geworden. Im Jahre 1882 musste sie wegen Einsturzgefahr des Turms und Baufälligkeit geschlossen werden, und es wurde der Neubau einer größeren Kirche geplant.
Wie andere sehr weit vom Kirchenstandort entfernte Gemeinden wollte auch das an Bevölkerung gewachsene Altendorf eine eigene Kirche und Pfarrgemeinde haben. So wurde am 1. Januar 1884 die evangelisch-lutherische Kirchengemeinde Altendorf gegründet. Der erste Spatenstich zur neuen Kirche erfolgte 1884, und am 27. September 1885 fand die feierliche Einweihung statt. Erst nach der Eingemeindung nach Chemnitz im Jahr 1900 erhielten Gemeinde und Kirche den Namen St. Matthäus.
Im Jahr 1911 wurde eine Renovierung der Kirche durchgeführt. Im Jahr 2007 wurde das Hauptportal instand gesetzt und teilweise erneuert. 2008–2009 wurde der stählerne Glockenstuhl durch einen aus Eichenholz ersetzt. Die Schallläden wurden erneuert und die Einfassung der Schallarkaden teilweise ersetzt.

## Architektur

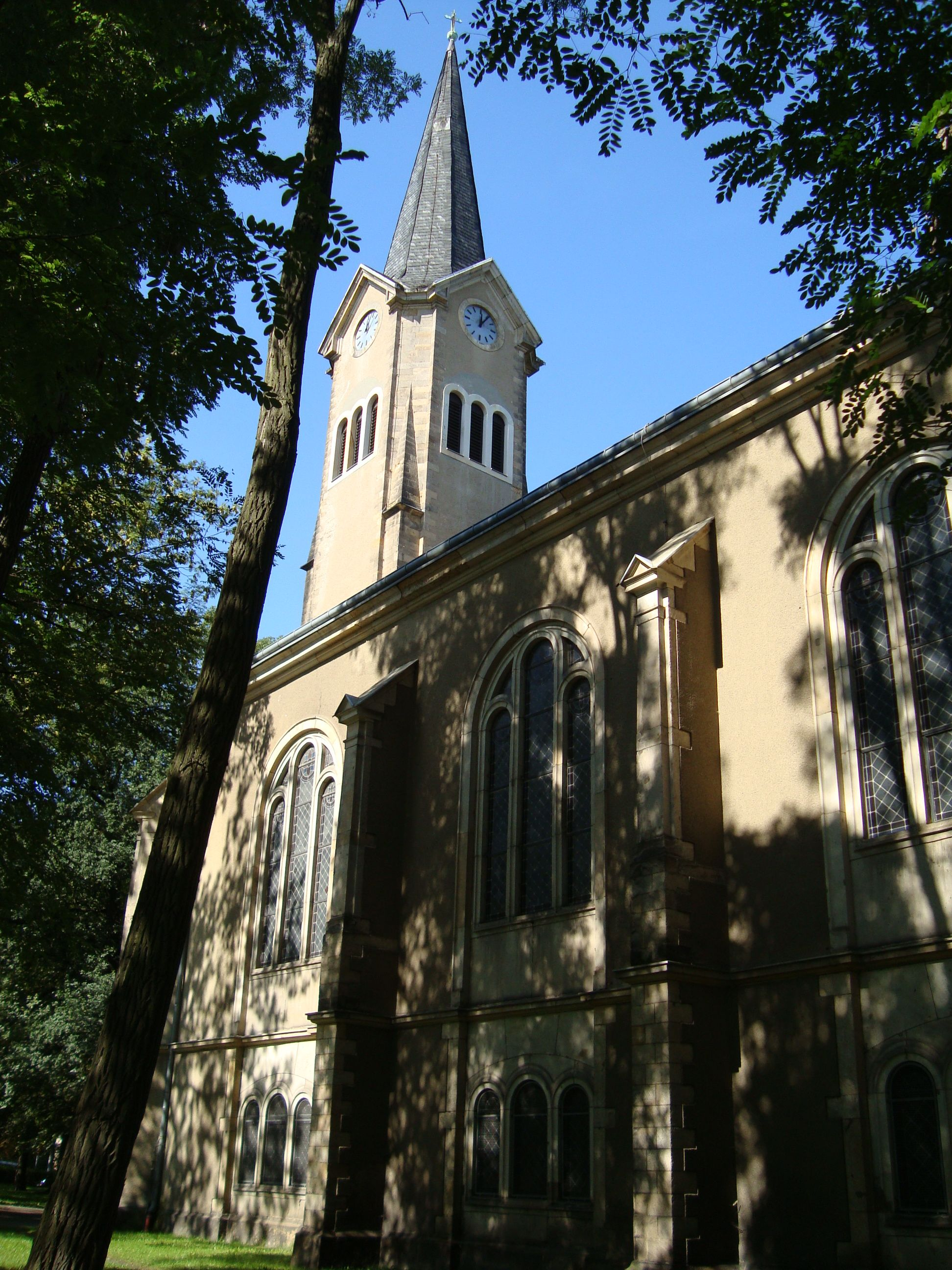
Südansicht der Kirche

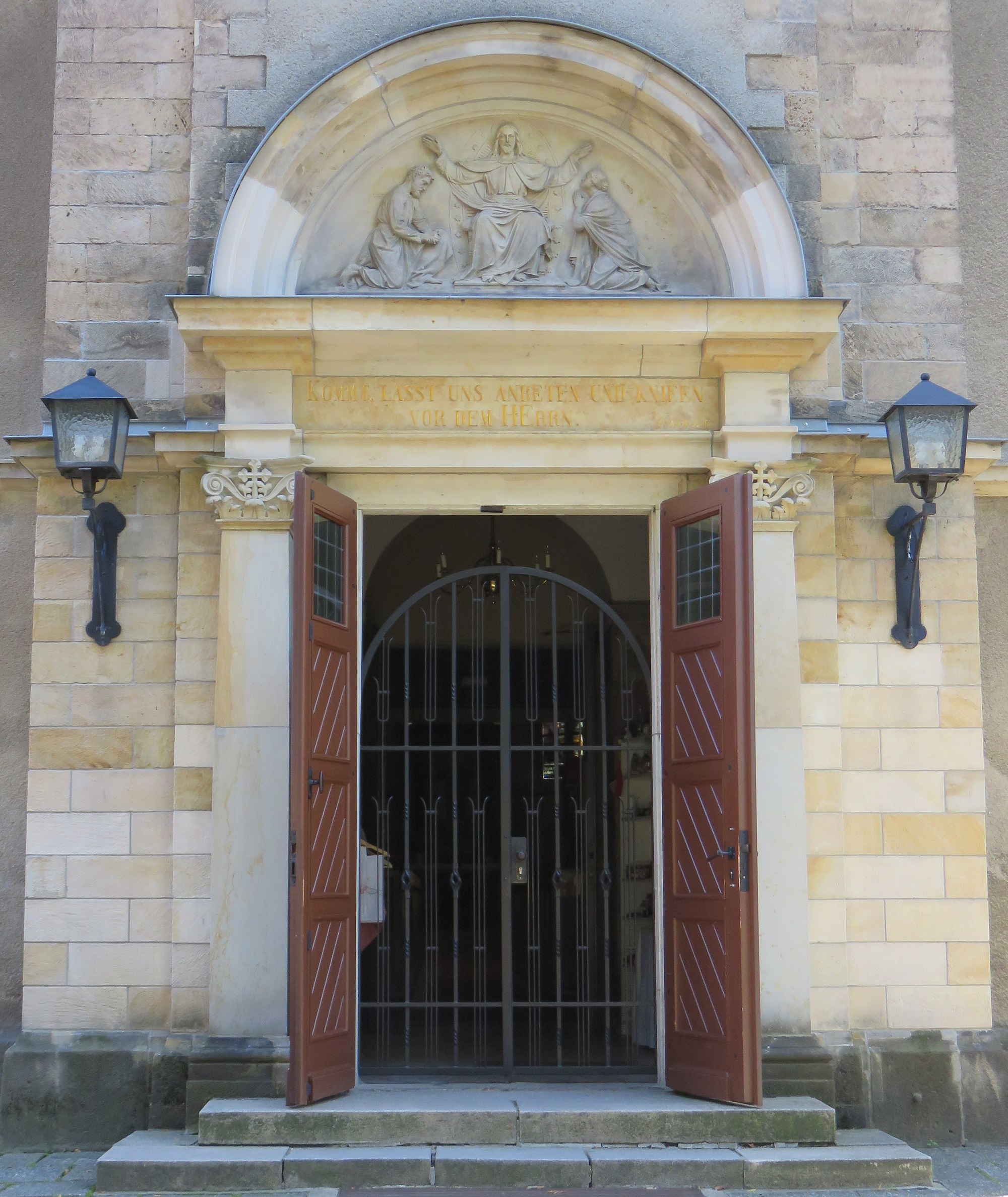
Westportal

Die St.-Matthäus-Kirche ist ein charakteristischer Kirchenbau des Historismus und zeigt zurückhaltende Neorenaissance-Formen. Die nicht exakt geostete, sondern nach Ost-Nordost ausgerichtete Kirche aus hellem Naturstein besteht aus einem Saalbau, einem Westturm und einem Chor mit Fünfachtelschluss.
Der Saalbau auf rechteckigem Grundriss wird an den Langseiten durch jeweils drei große rundbogige Nischenfelder zwischen Strebepfeilern geprägt, die von einem umlaufenden Gesims geschnitten werden. Oberhalb des Gesimses sind Rundbogenfenster mit dreibahnigem Maßwerk eingelassen, denen unten drei kleine Rundbogenfenster entsprechen. Die Kirche ist mit einem verschieferten Satteldach gedeckt. Im Inneren öffnet ein großer Rundbogen den um zwei Stufen erhöhten Chor zum Langhaus. Der Innenraum weist ein Kreuzrippengewölbe auf. Die Scheid- und Gurtbögen ruhen auf Säulen, die die Emporen einbeziehen. Oberhalb der Emporen sind die Säulen rund und mit reich verzierten Kapitellen ausgeführt. Unterhalb der Nord- und Südemporen sind Stichbögen angebracht.
Der schlanke, eingezogene Westturm auf quadratischem Grundriss hat vier Dreiecksgiebel, in denen die Zifferblätter der Turmuhr angebracht sind. Darunter sind je drei rundbogige Schallöffnungen für das bronzene dreiteilige Geläut eingelassen. Der oktogonale Spitzhelm ist verschiefert. Der Turm wird von zwei kleinen polygonalen Treppentürmen flankiert, die zu den Emporen führen. Das Westportal wird von zwei Pilastern mit Kapitellen gerahmt. Unter dem Architrav ist in goldenen Buchstaben der Bibelvers angebracht „KOMMT, LASST UNS ANBETEN UND KNIEEN VOR DEM HERRN“ (Ps 95,6 ). Darüber umschließt das profilierte Rundbogenfeld ein Sandsteinrelief, das Christus zeigt, der einen knienden Mann und eine Frau segnet.
Der Chor ist gegenüber dem Langhaus eingezogen. Er wird durch Strebepfeiler gegliedert und durch drei gekuppelte Rundbogenfenster belichtet, über denen ein kleines Rundfenster eingelassen ist. Das nordöstliche Buntglasfenster zeigt Jesus und die Arbeiter im Weinberg mit der Silhouette von Chemnitz im Hintergrund und dem Bibelvers Mt 20,4 , während das südöstliche Christus die Emmausjünger mit der Silhouette von Altendorf im Hintergrund darstellt, darunter der Bibelvers Lk 24,30–31 . An der Südseite des Chors ist eine kleine Sakristei angebaut.

## Ausstattung

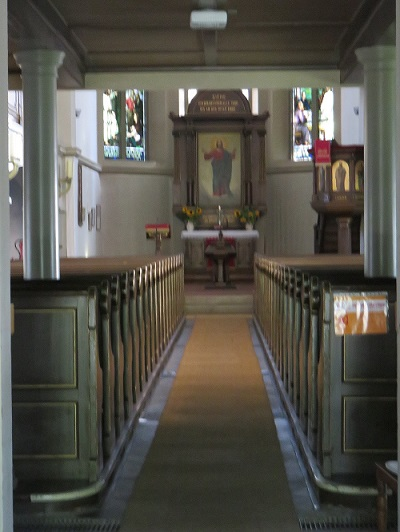
Blick auf den Altar

Die hölzerne Kirchenausstattung wurde weitgehend vom Architekten Christian Friedrich Arnold entworfen. Die Brüstung der dreiseitig umlaufende Empore in dunkelbrauner Fassung hat querrechteckige Füllungen. Die Westempore dient als Aufstellungsort für die Orgel und hat eine trapezförmige Auskragung. Zwei zusätzliche Rundsäulen stützen die Orgel ab. Das schlichte Kirchengestühl lässt einen Mittelgang frei.
Der hölzerne Blockaltar steht zentral vor dem Ostfenster und hat vorne Pilaster und profilierte Füllungen. Er trägt zwischen vier Pilastern hat ein zwei Meter hohes Gemälde „Der segnende Christus“ von Erhard Ludewig Winterstein. Über dem Altarbild ist im Bogenfeld ein Bibelvers aus dem Matthäusevangelium angebracht: „SIEHE, ICH BIN BEI EUCH ALLE TAGE, BIS AN DER WELT ENDE“ (Mt 28,20 ).
Der polygonale Korb der Kanzel steht auf einer kannelierten Rundsäule und ist am südlichen Chorbogen aufgestellt. Die Kanzelfelder zeigen unter Rundbögen zwischen Ecksäulen auf goldenem Grund die vier Evangelisten. Der Kanzelaufgang wurde 1911 geschaffen.
Das oktogonale Taufbecken ruht auf vier kannelierten Säulen und einem achteckigen Fuß. Es ist ebenfalls aus Holz gefertigt und mit Malereien verziert.

## Orgel
Die Orgel wurde 1886 von der Werkstatt Jehmlich Orgelbau Dresden gebaut. In den Jahren 1956 und 2006 fanden umfangreiche Restaurierungen statt. Der Prospekt besteht aus drei Rundbogenfeldern, deren mittleres überhöht ist. Das Instrument verfügt über 25 Register, die auf zwei Manuale und Pedal verteilt sind. Die Disposition lautet wie folgt:
| I Hauptwerk C–f3 |        |
| Gedacktpommer    | 16′    |
| Prinzipal        | 8′     |
| Rohrflöte        | 8′     |
| Gambe            | 8′     |
| Oktave           | 4′     |
| Gemshorn         | 4′     |
| Quinte           | 2 ⁄3′  |
| Terz             | 1 3⁄5′ |
| Mixtur IV        |        |

| II Oberwerk C–f3 |       |
| Gedackt          | 8′    |
| Quintade         | 8′    |
| Prinzipal        | 4′    |
| Rohrflöte        | 4′    |
| Nassat           | 2 ⁄3′ |
| Prästant         | 2′    |
| Sifflöte         | 1′    |
| Zimbel III       |       |
| Dulciana         | 8′    |
| Krummhorn 8’     |       |

| Pedal C–f1    |     |
| Subbaß        | 16′ |
| Posaune       | 16′ |
| Prinzipal     | 8′  |
| Gedackt       | 8′  |
| Choralbaß     | 4′  |
| Hintersatz IV |     |

- Koppeln: II/I, I/P, II/P

## Geschütztes Kulturdenkmal mit Park und Kriegerdenkmalen

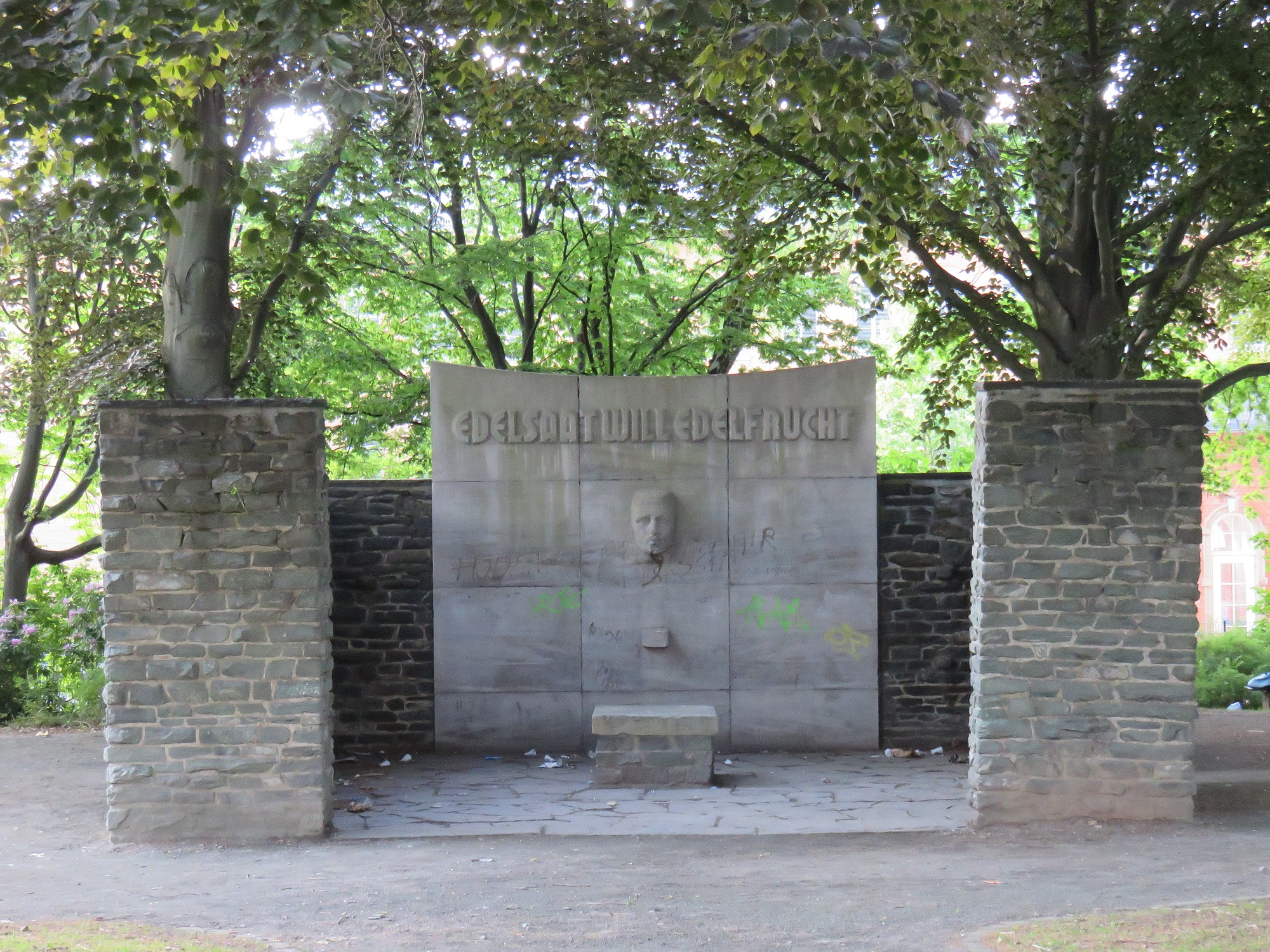
Inschrift „Edelsaat will Edelfrucht“

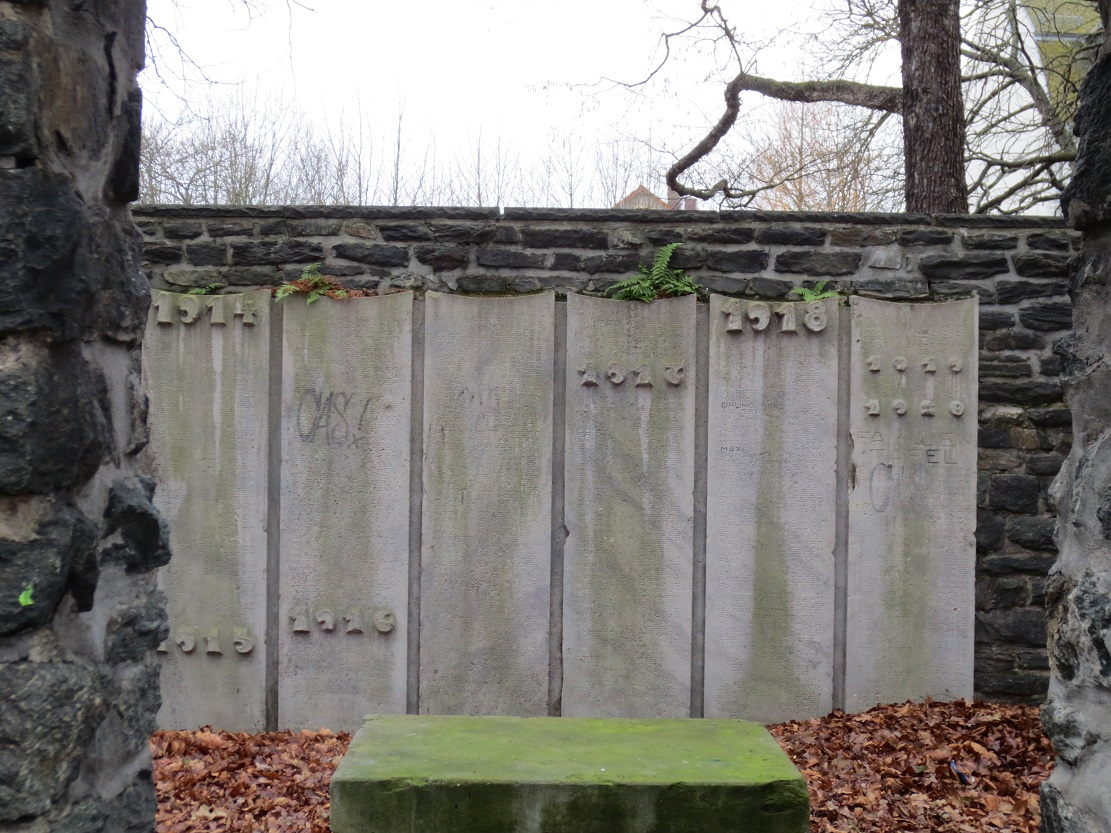
Gedenktafeln für die Gefallenen des Ersten Weltkriegs

Die Kirche ist von einer kleinen Parkanlage umgeben, in der zwei Kriegerdenkmäler stehen. Das Kriegerdenkmal für die Gefallenen des Ersten Weltkriegs steht vor der Kirche und ist interessant gestaltet. Das ältere ist den Gefallenen des Deutsch-Französischen Kriegs 1870/71 gewidmet.
Kirche und Kriegerdenkmäler sind als geschützte Kulturdenkmale in der Liste der Kulturdenkmale in Chemnitz-Altendorf mit der Objektnummer 09204672 eingetragen.
Anlässlich des Sächsischen Gedenktags für die Opfer von Flucht, Vertreibung und Zwangsumsiedlung wurde am 12. September 2015 in der Parkanlage ein Gedenkstein eingeweiht. Der hochrechteckige Stein aus schwarzem Marmor trägt die Inschrift „In Gedenken an die Opfer von Deportation, Flucht und Vertreibung in Folge des Zweiten Weltkrieges“. Das Sächsische Staatsministerium des Innern hat die Errichtung finanziell gefördert.

## Matthäusfriedhof

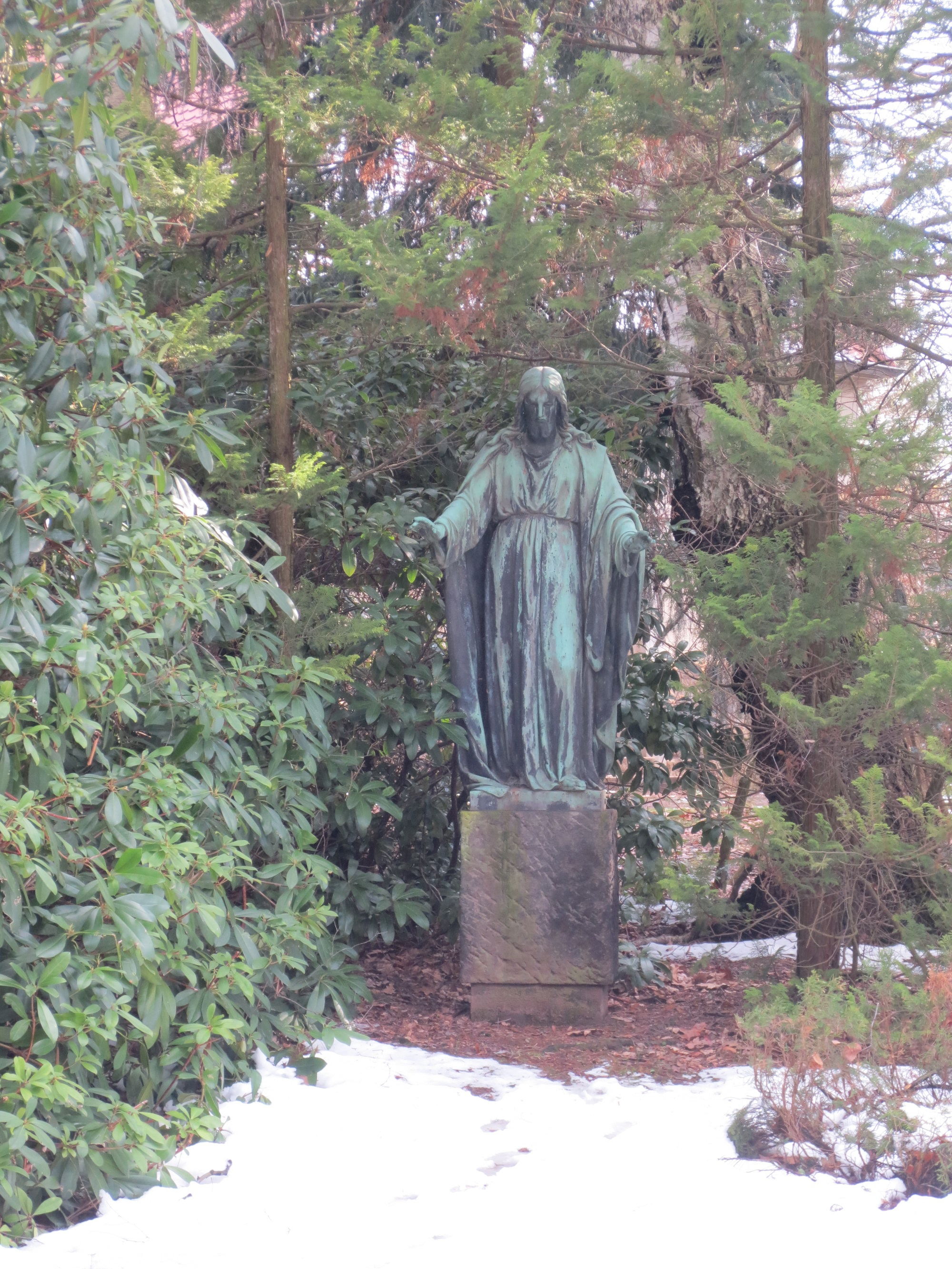
Christusstatue von Heinrich Pohlmann

Auch der Matthäusfriedhof ist ein Kulturdenkmal als geschützte Sachgesamtheit, also ein Bauensemble verschiedener Denkmäler, das in seiner Gesamtheit unter Schutz steht. Er liegt inmitten von alten Bäumen am Ende der Zinzendorfstraße, oberhalb der Waldenburger Straße. Nach der Einweihung des Friedhofs im Jahr 1891 wurde die heute unter Denkmalschutz stehende Friedhofskapelle 1911 nach Entwurf des Chemnitzer Architekten Waldemar Pfalz erbaut. Sie wurde nach historischem Vorbild restauriert, und die St.-Matthäus-Gemeinde konnte im Jahr 2011 das 100-jährige Bestehen der Kapelle feiern.
Der parkähnliche Charakter des Friedhofs lädt mit seinen Hecken, Sträuchern und Wiesen zum Verweilen ein. Mehr als die Hälfte der 2,6 ha Gesamtfläche sind Grünflächen. Es gibt einige alte Familiengrabstätten, die unter Denkmalschutz stehen, und eine Christusstatue, die dem berühmten Vorbild von Thorvaldsen in Kopenhagen nachempfunden und von Heinrich Pohlmann gestaltet und gegossen wurde.